# Palasthotel

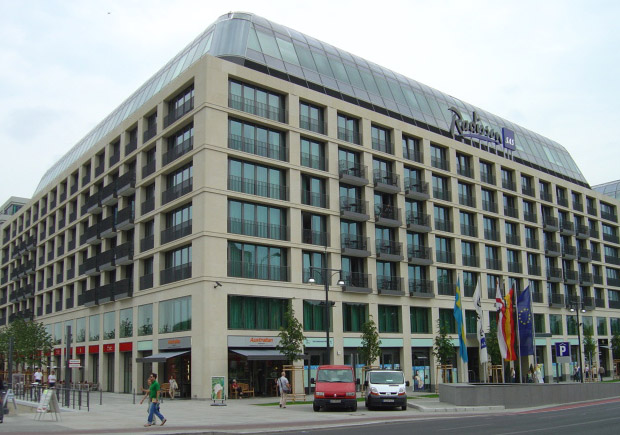
Radisson Blu Hotel i Berlin står idag på samma plats där tidigare Palast-Hotel stod.

Palasthotel (även känt som Palast-Hotel och Palast Hotel) var ett hotell i Berlins östra del. Det färdigställdes 1979 och revs 2001.
Palasthotel låg i anslutning till Palast der Republik. Det var DDR:s lyxhotell och byggdes av Siab 1976–1979. Hotellet drevs fram till 1990 av Interhotel DDR. Det hade 600 rum och 1 000 bäddar. Efter murens fall 1989 köptes hotellet av Radisson Blu och drevs vidare innan man valde att riva det gamla hotellet för att bygga ett nytt hotell med namnet Radisson Blu.

## Historik
Palasthotel byggdes som en del av det nya området kring Spree som Östtyskland skapade under 1970-talet. På andra sidan låg Palast der Republik. På området låg tidigare bostadshus som förstördes under kriget och som revs 1950. Komplexet ritades av Ferenc Kiss och byggarbetena leddes av Erhardt Gisske.
I Palasthotel återfanns sju restauranger, tre barer och ett kafé. Entrén låg på innergården där en uppfart förde besökarna fram till entrén. Hotellet var inte öppet för östtyska medborgare utan enbart västbesökare. Stora delar av hotellet kontrollerades av Stasi via video- och avlyssningsapparatur, och byggnaden var ett så kallat spionhotell. Under byggtiden avstängdes utländska byggnadsarbetare från bygget i tre dagars tid, innan hotellet invigdes.
Fram till 1992 var Interhotel AG ägare då Radisson SAS tog över. Hotellet började rivas 2000 för att ge plats åt DomAquarée där en modern efterföljare ligger i komplexets ena del.